# Songpa-gu
Songpa-gu (koreanisch 송파구, Hanja 松坡區 ‚Kiefer-Hang-Bezirk‘) ist einer der 25 Stadtteile Seouls und liegt am südöstlichen Stadtrand. Die Einwohnerzahl beträgt 659.446 (Stand: Mai 2021).
Gemeinsam mit Gangnam-gu und Seocho-gu bildet Songpa-gu das Gebiet Gangnam, dass 1963 der Stadt Seoul unterstellt wurde und zuvor weitgehend landwirtschaftlich genutztes Land war.

## Bezirke

Songpa-gu besteht aus 26 Dongs:
- Pungnap-dong 1, 2
- Seokchon-dong
- Samjeon-dong
- Ogeum-dong
- Oryun-dong
- Jamsilbon-dong
- Jamsil-dong 2, 3, 4,  6, 7
- Songpa-dong 1, 2
- Bangi-dong 1, 2
- Macheon-dong 1,2
- Munjeong-dong 1,2
- Jangji-dong
- Garakbon-dong
- Garak-dong 1,2
- Geoyeo-dong 1,2

## Kultur
- Songpa Culture & Art Center
- Seoul Olympic Museum of Art

## Sport
- Olympic Park Seoul (für Olympische Sommerspiele 1988 gestaltete Parkanlage)
- Seoul Sports Complex (Zentrum der Olympischen Sommerspiele)

## Handel
- Garak Market (Fischmarkt)

## Galerie

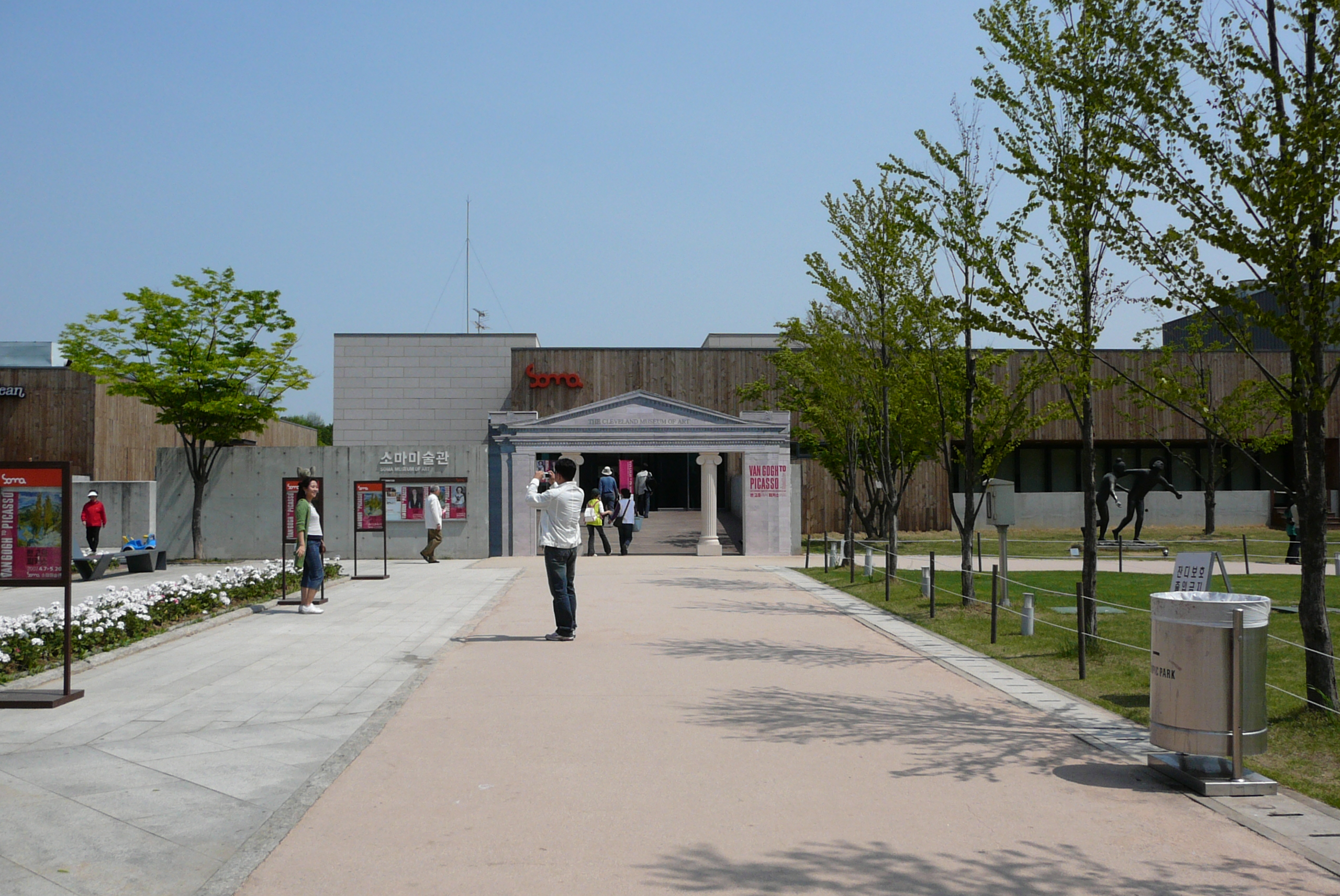
Seoul Olympic Museum of Art
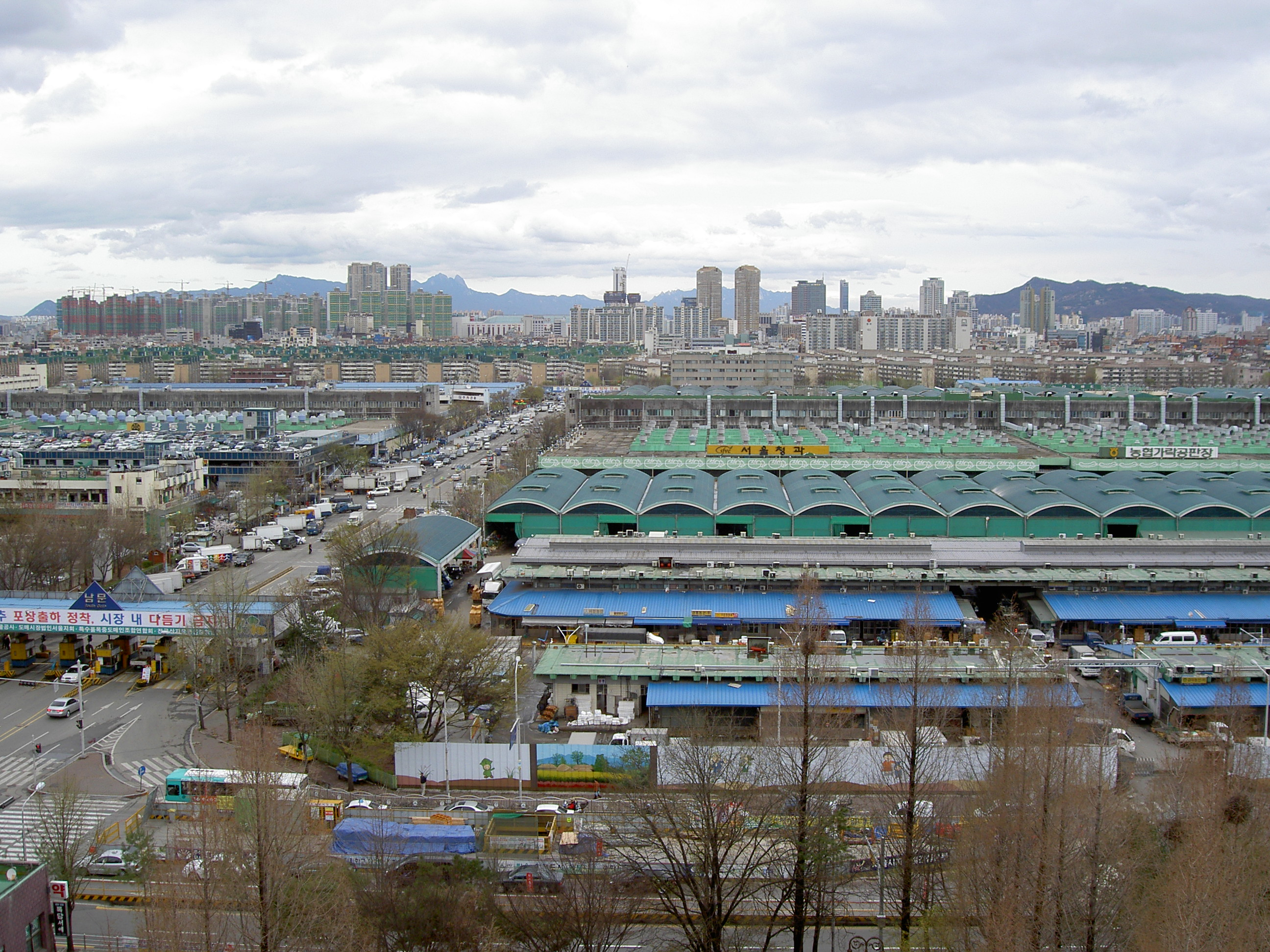
Garak Market
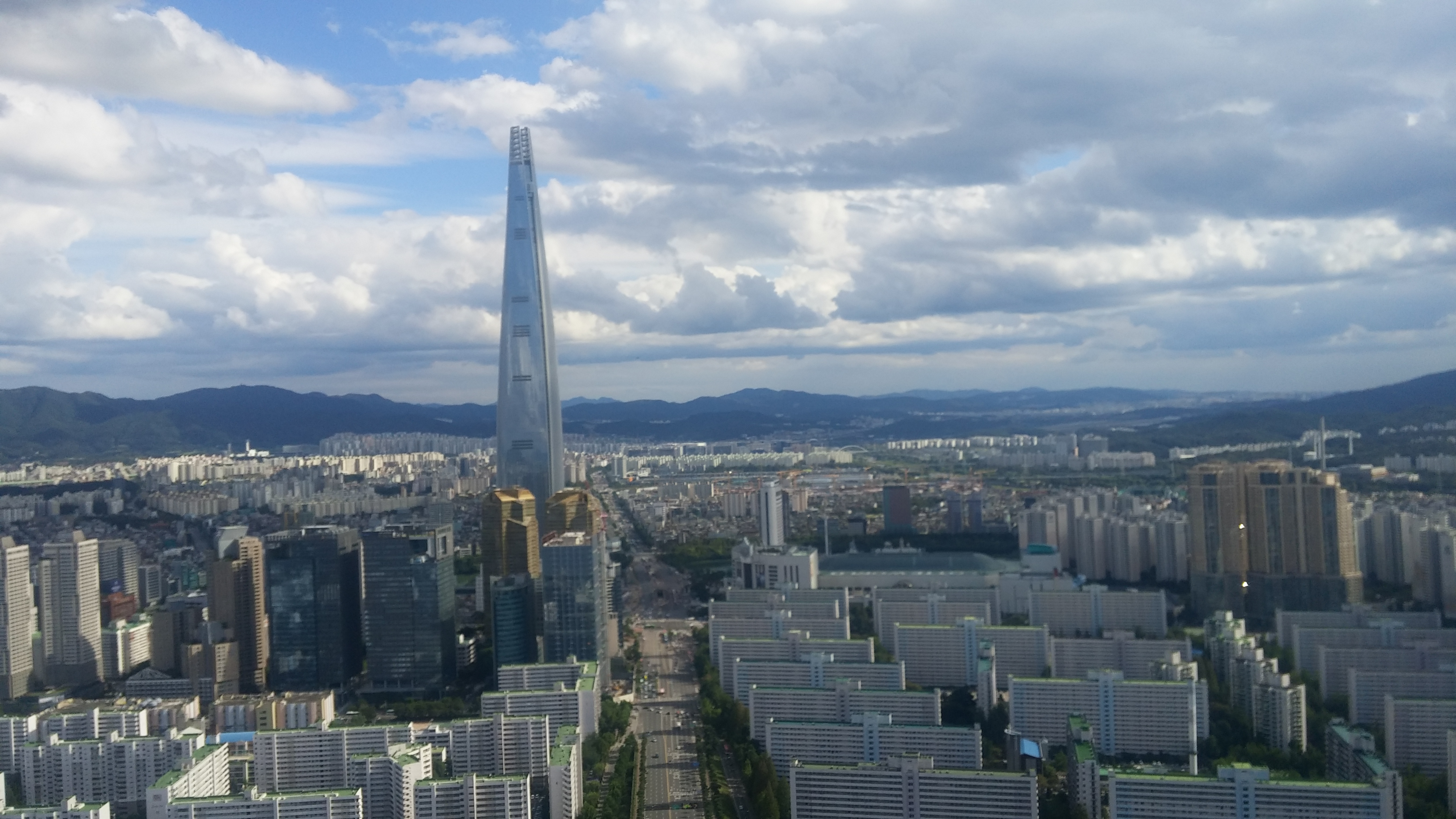
Lotte World Tower